# 辛武贤
辛武贤（?—?），中国汉朝将军。陇西郡狄道（今甘肃省临洮县）人，辛武贤在汉宣帝时为酒泉郡太守，后任破羌将军。他和赵充国之子趙卬攻打西羌，大胜。但是，依然回任酒泉郡太守，他开始痛恨赵充国，上书告发趙卬泄露机密，趙卬自杀。7年後，到敦煌郡备征乌孙，不久病故，儿子辛庆忌。